# Þórsdrápa
Þórsdrápa (Thorsdrapa, Thors kvad) er et skjaldedigt af Eilífr Goðrúnarson, der var skjald for jarl Hákon Sigurðarson. Digtet er kendt for si kreative brug af kenninger og andre metaforiske elementer, samt sin kompleksitet.
Det primær fokus for digtet omhadnler, hvordan Thor fik sin hammer Mjølner, og hvordan han kæmper med jætterne. Derudover fortæller det om, hvordan Loke får skabt en konfrontation mellem Thor og jætten Gejrrød. Ved hjælp af magiske våben, som Thor har fra jætten Grid og med hjælp fra Tjalfe får han besejret Gejrrød og flere andre jætter.
Myten er bevaret i prosaform i Snorri Sturlusons Skáldskaparmál. Det fndes desuden i en løsere analog form i Saxo Grammaticus' Gesta Danorum. Der er flere uoverensstemmeles rmellems Snorris og Eilífrs versioner af myten. Eksempelviser Tjalfe ikk med i Snorris Edda, mens han har en stor rolle i Þórsdrápa.
Der er yderligere to digte (fragmenter), som omtales som Þórsdrápa:
- Tre et halv vers skrevet af Eysteinn Valdason i 900-tallet som omtaler Thors fisketur hvor han forsøger at fange Midgårdsormen
- Ét vers og to øvrige ved skrevet af Þorbjörn dísarskáld i 900-tallet eller 1000-tallet. Her listes en række jætte ogo gyger som Thor ha dræbt.

Begge er udelukkende bevaret i Skáldskaparmál.